# Nacho Vidal (Fußballspieler)
Ignacio „Nacho“ Vidal Miralles (* 24. Januar 1995 in El Campello) ist ein spanischer Fußballspieler, der bei Real Oviedo als Verteidiger unter Vertrag steht.

## Karriere
Im Alter von 14 Jahren wechselte Ignacio Vidal Miralles von Hércules Alicante, wo er zuvor drei Jahren gespielt hatte, in den Jugendbereich des FC Valencia. Dort blieb er fünf Jahre, bis er mit 19 Jahren zum FC Valencia Mestalla wechselte, der zweiten Mannschaft des FC Valencia.
Er debütierte am 23. März in der Auswärtspartie bei der zweiten Mannschaft von UD Levante, als er in der zweiten Halbzeit für José Gayà eingewechselt wurde. Seinen ersten Treffer im Seniorenbereich erzielte er knapp drei Jahre später im Januar 2017 gegen die zweite Mannschaft von Espanyol Barcelona. Im Mai 2017 unterzeichnete er eine Vertragsverlängerung für vier Jahre.
Am 18. August 2017 debütierte Vidal in der ersten Mannschaft bei einem 1:0-Heimsieg gegen UD Las Palmas. Im Juli 2018 wechselte er zum Zweitligisten CA Osasuna. Mit Osasuna stieg er 2019 auf.
Ende Januar 2024 wechselte er leihweise zu RCD Mallorca. Ein halbes Jahr nach seiner Rückkehr Nach Osasuna wechselte Vidal im Januar 2025 zu Real Oviedo.